# Champ vectoriel fondamental
En géométrie différentielle, un champ vectoriel fondamental est un certain type de champ vectoriel sur un fibré principal.

## Définition
Soient :
- {\displaystyle G}, un groupe de Lie ;
- {\displaystyle {\mathfrak {g}}:=\mathrm {Lie} (G):=T_{e}G}, l'algèbre de Lie de {\displaystyle G} ;
- {\displaystyle B}, une variété différentielle ;
- {\displaystyle \pi :P\to B}, un {\displaystyle G}-fibré principal sur {\displaystyle B} ;
- {\displaystyle \Phi :G\to \mathrm {Diff} (P);\lambda \mapsto \Phi _{\lambda }}, l'action à droite de {\displaystyle G} sur {\displaystyle P} ;
- {\displaystyle \Phi _{*}|_{e}:{\mathfrak {g}}\to {\mathfrak {X}}(P)}, l'action de groupe infinitésimale {\displaystyle G} sur {\displaystyle P}.

Définition
À tout {\displaystyle \xi \in {\mathfrak {g}}} correspond, via {\displaystyle \Phi _{*}|_{e}:{\mathfrak {g}}\to {\mathfrak {X}}(P)}, un champ vectoriel fondamental sur {\displaystyle P} :
{\displaystyle \xi ^{\bullet }:=\Phi _{*}|_{e}(\xi )\in {\mathfrak {X}}(P)}.
Remarque
On peut aussi écrire un champ vectoriel fondamental en {\displaystyle a\in P} comme :
{\displaystyle \xi ^{\bullet }|_{a}=\left.{\frac {d}{dt}}\right|_{t=0}\Phi _{\exp(t\xi )}(a)}.
Remarque
La distribution verticale {\displaystyle V\subset TP} est engendrée point par point par les champs vectoriels fondamentaux.
Plus précisément, en tout {\displaystyle a\in P} on a :
{\displaystyle V_{a}=\mathbb {R} \langle \xi ^{\bullet }|_{a}:\xi \in {\mathfrak {g}}\rangle }.
Remarque
La notion de champ vectoriel fondamental sur un fibré principal se retrouve dans un des axiomes définissant la notion de forme de connexion via {\displaystyle A(\xi ^{\bullet })=\xi }.
Remarque
Les champs vectoriels fondamentaux satisfont :
{\displaystyle [\xi _{1}^{\bullet },\xi _{2}^{\bullet }]=-[\xi _{1},\xi _{2}]^{\bullet },\qquad \forall \xi _{1},\xi _{2}\in {\mathfrak {g}}} ;
{\displaystyle (\Phi _{\lambda })_{*}(\xi ^{\bullet }|_{a})=(\mathrm {Ad} _{\lambda }^{-1}\circ \xi )^{\bullet }|_{a\cdot \lambda },\qquad \forall \lambda \in G,\;a\in P,\;\xi \in {\mathfrak {g}}}.